# فردریک کسیاکوف
فردریک کسیاکوف (آلمانی: Fredrik Kessiakoff؛ زادهٔ ۱۷ مهٔ ۱۹۸۰) دوچرخه‌سوار اهل سوئد است.